# Esqui cross-country nos Jogos Olímpicos de Inverno de 2014 - Velocidade individual feminino
A prova de velocidade individual feminino do esqui cross-country nos Jogos Olímpicos de Inverno de 2014 ocorreu no dia 11 de fevereiro no Centro de Esqui Cross-Country e Biatlo Laura, na Clareira Vermelha em Sóchi.

## Medalhistas
| Ouro   | NOR Maiken Caspersen Falla   |
| Prata  | NOR Ingvild Flugstad Østberg |
| Bronze | SLO Vesna Fabjan             |

## Resultados
Q — qualificado para a próxima fase
LL — perdedor de sorte
PF — photo finish

### Qualificação
| Pos. | Bib | Atleta                         | Tempo   | Diferença | Notas |
| ---- | --- | ------------------------------ | ------- | --------- | ----- |
| 1    | 5   | NOR Maiken Caspersen Falla     | 2:32.07 | —         | Q     |
| 2    | 6   | SLO Katja Višnar               | 2:32.47 | +0.40     | Q     |
| 3    | 21  | NOR Marit Bjørgen              | 2:33.17 | +1.10     | Q     |
| 4    | 15  | SLO Vesna Fabjan               | 2:34.13 | +2.06     | Q     |
| 5    | 18  | SWE Ida Ingemarsdotter         | 2:34.16 | +2.09     | Q     |
| 6    | 22  | NOR Ingvild Flugstad Østberg   | 2:34.18 | +2.11     | Q     |
| 7    | 10  | NOR Astrid Uhrenholdt Jacobsen | 2:35.00 | +2.93     | Q     |
| 8    | 24  | GER Denise Herrmann            | 2:35.11 | +3.04     | Q     |
| 9    | 19  | USA Sophie Caldwell            | 2:35.18 | +3.11     | Q     |
| 10   | 13  | SWE Stina Nilsson              | 2:35.37 | +3.30     | Q     |
| 11   | 1   | FIN Anne Kyllönen              | 2:35.57 | +3.50     | Q     |
| 12   | 14  | USA Jessica Diggins            | 2:35.64 | +3.57     | Q     |
| 13   | 23  | ITA Gaia Vuerich               | 2:35.81 | +3.74     | Q     |
| 14   | 25  | SLO Alenka Čebašek             | 2:35.94 | +3.87     | Q     |
| 15   | 8   | SWE Britta Johansson Norgren   | 2:35.98 | +3.91     | Q     |
| 16   | 17  | ITA Greta Laurent              | 2:36.30 | +4.23     | Q     |
| 17   | 27  | SLO Nika Razinger              | 2:36.55 | +4.48     | Q     |
| 18   | 11  | USA Kikkan Randall             | 2:36.67 | +4.60     | Q     |
| 19   | 12  | RUS Yevgeniya Shapovalova      | 2:37.03 | +4.96     | Q     |
| 20   | 16  | SUI Laurien van der Graaff     | 2:37.84 | +5.77     | Q     |
| 21   | 30  | FRA Aurore Jéan                | 2:37.96 | +5.89     | Q     |
| 22   | 31  | RUS Anastasia Dotsenko         | 2:38.14 | +6.07     | Q     |
| 23   | 36  | CAN Perianne Jones             | 2:38.63 | +6.56     | Q     |
| 24   | 28  | FIN Mari Laukkanen             | 2:39.06 | +6.99     | Q     |
| 25   | 46  | CZE Petra Novaková             | 2:39.44 | +7.37     | Q     |
| 26   | 2   | USA Ida Sargent                | 2:39.80 | +7.73     | Q     |
| 27   | 26  | CAN Daria Gaiazova             | 2:40.04 | +7.97     | Q     |
| 28   | 4   | FIN Mona-Liisa Malvalehto      | 2:40.08 | +8.01     | Q     |
| 29   | 9   | RUS Natalya Matveyeva          | 2:40.15 | +8.08     | Q     |
| 30   | 20  | GER Hanna Kolb                 | 2:40.17 | +8.10     | Q     |
| 31   | 32  | GER Lucia Anger                | 2:40.22 | +8.15     |       |
| 32   | 39  | ITA Ilaria Debertolis          | 2:40.29 | +8.22     |       |
| 32   | 43  | CHN Man Dandan                 | 2:40.29 | +8.22     |       |
| 34   | 55  | UKR Maryna Antsybor            | 2:40.55 | +8.48     |       |
| 35   | 35  | GER Claudia Nystad             | 2:41.13 | +9.06     |       |
| 36   | 37  | FRA Marion Buillet             | 2:41.30 | +9.23     |       |
| 37   | 33  | FIN Riikka Sarasoja-Lilja      | 2:41.55 | +9.48     |       |
| 38   | 38  | CZE Karolina Grohová           | 2:41.75 | +9.68     |       |
| 39   | 29  | SVK Alena Procházková          | 2:41.95 | +9.88     |       |
| 40   | 34  | FRA Celia Aymonier             | 2:42.57 | +10.50    |       |
| 41   | 40  | POL Agnieszka Szymanczak       | 2:43.06 | +10.99    |       |
| 42   | 44  | GBR Rosamund Musgrave          | 2:43.31 | +11.24    |       |
| 43   | 41  | CAN Heidi Widmer               | 2:43.36 | +11.29    |       |
| 44   | 42  | CAN Chandra Crawford           | 2:43.59 | +11.52    |       |
| 45   | 57  | UKR Kateryna Serdyuk           | 2:44.12 | +12.05    |       |
| 46   | 54  | KAZ Elena Kolomina             | 2:46.37 | +14.30    |       |
| 47   | 47  | BLR Valiantsina Kaminskaya     | 2:46.76 | +14.69    |       |
| 48   | 45  | EST Triin Ojaste               | 2:47.07 | +15.00    |       |
| 49   | 62  | ROU Timea Sara                 | 2:48.16 | +16.09    |       |
| 50   | 50  | RUS Irina Khazova              | 2:48.64 | +16.57    |       |
| 51   | 52  | CHN Li Hongxue                 | 2:48.72 | +16.65    |       |
| 52   | 3   | SWE Hanna Erikson              | 2:48.83 | +16.76    |       |
| 53   | 48  | AUT Nathalie Schwarz           | 2:49.54 | +17.47    |       |
| 54   | 60  | BUL Teodora Malcheva           | 2:49.66 | +17.59    |       |
| 55   | 58  | SVK Daniela Kotschová          | 2:49.81 | +17.74    |       |
| 56   | 49  | AUS Esther Bottomley           | 2:50.54 | +18.47    |       |
| 57   | 53  | KAZ Tatyana Ossipova           | 2:51.44 | +19.37    |       |
| 58   | 51  | UKR Marina Lisogor             | 2:53.22 | +21.15    |       |
| 59   | 56  | LAT Inga Daushkane             | 2:53.90 | +21.83    |       |
| 60   | 67  | BUL Antoniya Grigorova-Burgova | 2:54.31 | +22.24    |       |
| 61   | 59  | CRO Vedrana Malec              | 2:54.60 | +22.53    |       |
| 62   | 61  | LTU Ingrida Ardišauskaitė      | 2:55.24 | +23.17    |       |
| 63   | 7   | POL Sylwia Jaśkowiec           | 3:01.21 | +29.14    |       |
| 64   | 65  | GRE Panagiota Tsakiri          | 3:02.75 | +30.68    |       |
| 65   | 63  | BRA Jaqueline Mourão           | 3:02.83 | +30.76    |       |
| 66   | 64  | HUN Agnes Simon                | 3:04.72 | +32.65    |       |
| 67   | 66  | TUR Kelime Çetinkaya           | 3:05.00 | +32.93    |       |

### Quartas de final
Quartas de final 1
| Pos. | Semente | Atleta                     | Tempo   | Diferença | Notas |
| ---- | ------- | -------------------------- | ------- | --------- | ----- |
| 1    | 1       | NOR Maiken Caspersen Falla | 2:33.23 | —         | Q     |
| 2    | 10      | SWE Stina Nilsson          | 2:34.01 | +0.78     | Q     |
| 3    | 21      | FRA Aurore Jéan            | 2:35.55 | +2.32     | LL    |
| 4    | 11      | FIN Anne Kyllönen          | 2:37.07 | +3.84     |       |
| 5    | 20      | SUI Laurien van der Graaff | 2:37.95 | +4.72     |       |
| 6    | 30      | GER Hanna Kolb             | 2:38.43 | +5.20     |       |

Quartas de final 2
| Pos. | Semente | Atleta                         | Tempo   | Diferença | Notas |
| ---- | ------- | ------------------------------ | ------- | --------- | ----- |
| 1    | 7       | NOR Astrid Uhrenholdt Jacobsen | 2:37.01 | —         | Q     |
| 2    | 4       | SLO Vesna Fabjan               | 2:37.22 | +0.21     | Q     |
| 3    | 24      | FIN Mari Laukkanen             | 2:37.48 | +0.47     |       |
| 4    | 14      | SLO Alenka Čebašek             | 2:37.69 | +0.68     |       |
| 5    | 27      | CAN Daria Gaiazova             | 2:40.45 | +3.44     |       |
| 6    | 17      | SLO Nika Razinger              | 2:43.61 | +6.60     |       |

Quartas de final 3
| Pos. | Semente | Atleta                       | Tempo   | Diferença | Notas |
| ---- | ------- | ---------------------------- | ------- | --------- | ----- |
| 1    | 6       | NOR Ingvild Flugstad Østberg | 2:36.62 | —         | Q, PF |
| 2    | 5       | SWE Ida Ingemarsdotter       | 2:36.64 | +0.02     | Q, PF |
| 3    | 15      | SWE Britta Johansson Norgren | 2:37.86 | +1.24     |       |
| 4    | 26      | USA Ida Sargent              | 2:39.05 | +2.43     |       |
| 5    | 25      | CZE Petra Novaková           | 2:47.52 | +10.90    |       |
| 6    | 16      | ITA Greta Laurent            | 2:52.07 | +15.45    |       |

Quartas de final 4
| Pos. | Semente | Atleta                    | Tempo       | Diferença | Notas |
| ---- | ------- | ------------------------- | ----------- | --------- | ----- |
| 1    | 2       | SLO Katja Višnar          | 2:36.45     | —         | Q     |
| 2    | 9       | USA Sophie Caldwell       | 2:37.21     | +0.76     | Q     |
| 3    | 12      | USA Jessica Diggins       | 2:38.06     | +1.61     |       |
| 4    | 29      | RUS Natalya Matveyeva     | 2:38.66     | +2.21     |       |
| 5    | 19      | RUS Yevgeniya Shapovalova | 2:38.83     | +2.38     | PF    |
| —    | 22      | RUS Anastasia Dotsenko    | 2:38.83 DSQ | +2.38     | PF    |

Quartas de final 5
| Pos. | Semente | Atleta                    | Tempo   | Diferença | Notas |
| ---- | ------- | ------------------------- | ------- | --------- | ----- |
| 1    | 8       | GER Denise Herrmann       | 2:34.87 | —         | Q     |
| 2    | 3       | NOR Marit Bjørgen         | 2:35.42 | +0.55     | Q     |
| 3    | 13      | ITA Gaia Vuerich          | 2:35.65 | +0.78     | LL    |
| 4    | 18      | USA Kikkan Randall        | 2:35.70 | +0.83     |       |
| 5    | 23      | CAN Perianne Jones        | 2:38.66 | +3.79     |       |
| 6    | 28      | FIN Mona-Liisa Malvalehto | 2:41.20 | +6.33     |       |

### Semifinais
Semifinal 1
| Pos. | Semente | Atleta                         | Tempo   | Diferença | Notas  |
| ---- | ------- | ------------------------------ | ------- | --------- | ------ |
| 1    | 1       | NOR Maiken Caspersen Falla     | 2:35.80 | —         | Q      |
| 2    | 4       | SLO Vesna Fabjan               | 2:36.02 | +0.22     | Q, PF  |
| 3    | 5       | SWE Ida Ingemarsdotter         | 2:36.05 | +0.25     | LL, PF |
| 4    | 7       | NOR Astrid Uhrenholdt Jacobsen | 2:36.32 | +0.52     | LL     |
| 5    | 10      | SWE Stina Nilsson              | 2:36:42 | +0.62     |        |
| 6    | 21      | FRA Aurore Jéan                | 2:38.28 | +2.48     |        |

Semifinal 2
| Pos. | Semente | Atleta                       | Tempo   | Diferença | Notas |
| ---- | ------- | ---------------------------- | ------- | --------- | ----- |
| 1    | 6       | NOR Ingvild Flugstad Østberg | 2:36.66 | —         | Q, PF |
| 2    | 9       | USA Sophie Caldwell          | 2:36:67 | +0.01     | Q, PF |
| 3    | 13      | ITA Gaia Vuerich             | 2:36.87 | +0.21     |       |
| 4    | 8       | GER Denise Herrmann          | 2:36.94 | +0.28     |       |
| 5    | 2       | SLO Katja Višnar             | 2:37.76 | +1.10     |       |
| 6    | 3       | NOR Marit Bjørgen            | 2:52.27 | +15.61    |       |

### Final
| Pos.              | Semente | Atleta                         | Tempo   | Diferença | Notas |
| ----------------- | ------- | ------------------------------ | ------- | --------- | ----- |
| Medalha de ouro   | 1       | NOR Maiken Caspersen Falla     | 2:35.49 | —         |       |
| Medalha de prata  | 6       | NOR Ingvild Flugstad Østberg   | 2:35.87 | +0.38     | PF    |
| Medalha de bronze | 4       | SLO Vesna Fabjan               | 2:35.89 | +0.40     | PF    |
| 4                 | 7       | NOR Astrid Uhrenholdt Jacobsen | 2:37.31 | +1.82     |       |
| 5                 | 5       | SWE Ida Ingemarsdotter         | 2:42.04 | +6.55     |       |
| 6                 | 9       | USA Sophie Caldwell            | 2:47.75 | +12.26    |       |

Legenda
| Recorde mundial      | Recorde mundial (World record)               |                       | Recorde africano                      | Recorde africano (African) |                                           | Q | Classificado por posição (Qualified) |
| Recorde olímpico     | Recorde olímpico (Olympic record)            | Recorde da América    | Recorde da América (Americas)         | q                          | Classificado por melhor tempo (Qualified) |   |                                      |
| Melhor marca do ano  | Melhor marca do ano (World leading)          | Recorde asiático      | Recorde asiático (Asian)              | DNS                        | Não largou (Did not start)                |   |                                      |
| Recorde nacional     | Recorde nacional (National record)           | Recorde europeu       | Recorde europeu (European)            | DNF                        | Não terminou (Did not finish)             |   |                                      |
| Recorde pessoal      | Recorde pessoal do atleta (Personal best)    | Recorde da Oceania    | Recorde da Oceania (Oceania)          | DSQ / DQ                   | Desclassificado (Disqualified)            |   |                                      |
| Recorde da temporada | Recorde da temporada do atleta (Season best) | Recorde sul-americano | Recorde sul-americano (South America) | NM                         | Sem marca (No mark)                       |   |                                      |